# Preisinger Sándor
Preisinger Sándor (Zalaegerszeg, 1973. december 11. –) magyar labdarúgó, edző.

## Pályafutása

### Klubcsapatokban
A ZTE-ben kezdte pályafutását. Az 1993-94-es szezonban 27 mérkőzésen játszott az NB. II. Nyugati csoportjában, ahol csapatával ezüstérmesek lett és lőtt 21 gólt. A Siófok elleni rájátszás mérkőzésen három góljával segítette hozzá csapatát az NB I-be való feljutáshoz. A következő idényben is gólkirály lett, szintén 21 góllal. Az NB I-es  gólkirályi címet követően már lefelé ívelt a pályája, fél év alatt négyszer állították ki.
Ezután az MTK-hoz, majd rövidebb időre kölcsönben a belga Verbroedering Geelhez került.
Magyarországra visszatérve Sopronban, majd Szombathelyen játszott, 2001–2002-ben a Haladás házi gólkirálya volt.
2003. január 16-án a Haladás szerződést bontott vele, szerződésszegésre hivatkozva. Illés Zoltán klubigazgató elmondása szerint engedély nélkül vett részt december 28-án egy zalaegerszegi gálán.
A Győri ETO-hoz került, de az első csapatban nem lépett pályára. Innen a másodosztályú Nyíregyházához igazolt, majd 2004 tavaszára hazatért Zalaegerszegre a megyei bajnokságban szereplő Andráshida csapatához. Utoljára Ausztriában játszott alacsonyabb osztályú csapatokban.
186 elsőosztályú mérkőzésen 64 gólt lőtt. 1993-94-ben másodosztályú, az 1994-95-ös szezonban gólkirályi címet ért el a ZTE színeiben.

### A válogatottban
Tagja volt az 1996-os atlantai magyar olimpiai keretnek. 1999. június 5-én lépett először pályára a felnőtt válogatottban Románia ellen.

### Visszavonulása után
2004-től matematika-testnevelés szakos tanárként dolgozott. 2006-ban kinevezték az MLSZ-NUPI zala megyei koordinátorának. 2016 augusztusától a magyar U15-ös válogatott szövetségi edzője lett. 2020 szeptemberétől 2021-ig a Békéscsaba vezetőedzője volt.  2022 februárja és októbere között a Fehérvár FC-nél pályaedzőként tevékenykedett. 2023 decemberében az NB III-as Balatonfüred vezetőedzőjének nevezték ki.

## Sikerei, díjai
- 2-szeres Magyar bajnok (1996–97, 1998–99)
- 1-szer Magyar bajnoki-ezüstérmes (1999–00)
- 3-szoros Magyar Kupa-győztes (1996–97, 1997–98, 1999-00)
- 1-szer Magyar kupa-ezüstérmes (2001–02)
- 1-szer Magyar gólkirály (1994–95, 21 góllal)
- 1-szer Magyar másodosztályú gólkirály (1993–94, 21 góllal)

## Statisztika

### Mérkőzései a válogatottban
| Magyarország | Magyarország      | Magyarország                | Magyarország   | Magyarország | Magyarország | Magyarország       | Magyarország | Magyarország |
| #            | Dátum             | Helyszín                    | Hazai          | Eredmény     | Vendég       | Kiírás             | Gólok        | Esemény      |
| ------------ | ----------------- | --------------------------- | -------------- | ------------ | ------------ | ------------------ | ------------ | ------------ |
|              | 1996. július 21.  | Orlando, Citrus Bowl (USA)  | Nigéria        | 1 – 0        | Magyarország | olimpiai D csoport | -            | 83'          |
|              | 1996. július 25.  | Orlando, Citrus Bowl (USA)  | Japán          | 3 – 2        | Magyarország | olimpiai D csoport | -            | 74'          |
| 1.           | 1999. június 5.   | Bukarest, Steaua Stadion    | Románia        | 2 – 0        | Magyarország | Eb-selejtező       | -            | 82'          |
| 2.           | 1999. június 9.   | Győr, Rába ETO Stadion      | Magyarország   | 0 – 1        | Szlovákia    | Eb-selejtező       | -            | 78'          |
| 3.           | 2000. április 26. | Belfast, Windsor Park       | Észak-Írország | 0 – 1        | Magyarország | barátságos         | -            | 78'          |
| 4.           | 2000. május 31.   | Győr, Rába ETO Stadion      | Magyarország   | 2 – 2        | Szaúd-Arábia | barátságos         | -            | 66'          |
| 5.           | 2000. június 3.   | Budapest, Fáy utcai Stadion | Magyarország   | 2 – 1        | Izrael       | barátságos         | -            | 88'          |
|              | Összesen          |                             |                | 5            | mérkőzés     |                    | 0            | gól          |